# 라 멘티라 (1965년 텔레노벨라)
《라 멘티라》(스페인어: La mentira)은 1965년 방영된 멕시코의 텔레노벨라이다.